# Labocurtidia parapaucita
Labocurtidia parapaucita är en insektsart som beskrevs av Nielson 1983. Labocurtidia parapaucita ingår i släktet Labocurtidia och familjen dvärgstritar. Inga underarter finns listade i Catalogue of Life.